# Lac des Chavonnes
Le lac des Chavonnes est un lac alpin suisse situé dans le canton de Vaud. 

## Géographie
La superficie du lac est de 5 hectares.
Le lac des Chavonnes est un lac alpin, situé sur le territoire de la commune d'Ormont-Dessous, au-dessus de Villars-sur-Ollon dans le canton de Vaud, en Suisse.
Le Lac de Bretaye est situé à proximité.

## Faune
Plusieurs espèces de poissons, dont les truites fario,  et arc-en-ciel, la perche et la chevesne.

## Activités
Ce lac a servi de lieu de tournage à la série TV Le Maître du Zodiaque dans laquelle il s'appelait le Lac des Anges.